# 大富 (公司)
大富（日语：株式会社大富）是日本一家在SKY PerfecTV! Premium Service和光TV上提供24小时中文广播服务的普通卫星广播业主。除了提供节目内容之外，大富的经营范围还包括影视制作、报刊出版、协作服务和通讯业务等。

## 公司沿革
- 因日本政府规定，境外电视频道在日本有线电视不得直接落地，需要与日本的商营有线电视台合作控股，且在日本播出的境外频道亦是和原版节目编排异同[1]。1998年2月，大仓商事與富士电视台合资成立大富株式会社，由张丽玲上任董事局主席。

- 1998年5月27日，中国中央电视台与大富株式会社签订合作协议，中国中央电视台中文国际频道实现在日本落地播出，落地后的频道名定为「CCTV大富」。电视台标形状为“单线CCTV+蝴蝶大富”至2011年1月1日凌晨停用，宣传标志为“蝴蝶大富”和文字“大富电视台”字样。（有关台标方面，参见中国中央电视台台标）

- 1998年8月，大仓商事破产，京瓷、索尼、电通、旭通广告等公司出资控股。

- 1999年4月，《大富报》创刊。

- 2001年，开始自制15分钟《日本新闻》播出。

- 2002年1月，香港电视广播（国际）有限公司与大富株式会社合作，将TVB主力频道以及台湾TVBS的代表性娱乐节目整合在一起，在日本落地播出，落地后的频道名定为「TVB大富」，节目播出语种为普通话和粤语相糅合。该频道同时亦有重播大富公司自办的当天的《日本新闻》节目。

- 2009年4月1日，凤凰卫视控股有限公司与大富株式会社合作，推出凤凰卫视（日本版）。

- 2011年1月1日，随着中国的CCTV频道更换台标样式，CCTV大富频道台标也由“单线CCTV+蝴蝶大富”标志改为双线勺子台标，并在下面标注（主要是遮盖央视台标，目前一些央视节目在日本播出是录制央视的画面，有时台标容易被认出如“CCTV-1综合”，但如央视春晚等节目是使用央视的公共信号，无央视台标）。

- 2011年8月，中央电视台与大富株式会社签订《关于CCTV中文国际频道在日本实施日语化落地播出的合作协议》。

- 2011年9月30日，香港电视广播（国际）有限公司与大富公司合约终止，TVB大富停播。

- 2011年11月23日，东京时间18点起，于东京时间18:00-24:00（北京时间每天17:00-23:00），尝试该频道直播节目的主声道和副声道分别使用日语同声传译和汉语原音广播播放，其他节目则以汉语原音广播并提供中文和日文字幕，在此期间，台标下方注记由变为“（即中日双语试播）”，其他时段则变回。

- 2012年1月23日，该频道正式开始实行日语化以全天24小时不间断播出。台标下方注记由全天变为“（即中日双语播出）”。

- 2014年6月1日，CCTV大富频道高清信号568频道开播。

- 2015年，CCTV大富频道随着CCTV-4一同高标清16:9同播，随后，自办节目《日本新闻》实现全高清播出，2016年开始陆续更换演播厅和片头实现全高清化制播。
- 2022年11月1日，CCTV大富更名為大富頻道[2]。

## 播出内容
- 568频道 CCTV大富
  - 主要播出中国中央电视台中文国际频道内容，也有中国中央电视台综合频道、中国中央电视台财经频道节目。

- 518频道 凤凰卫视（日本版）
  - 主要播出凤凰卫视欧洲台内容，并插播日本当地节目和广告。

### 过去播出内容
- SD782频道 TVB大富
  - 播出内容以TVB8、TVBS、翡翠台和明珠台节目为主。如果原节目是粤语发音，会替换成普通话配音。